# 발리스 인기라미

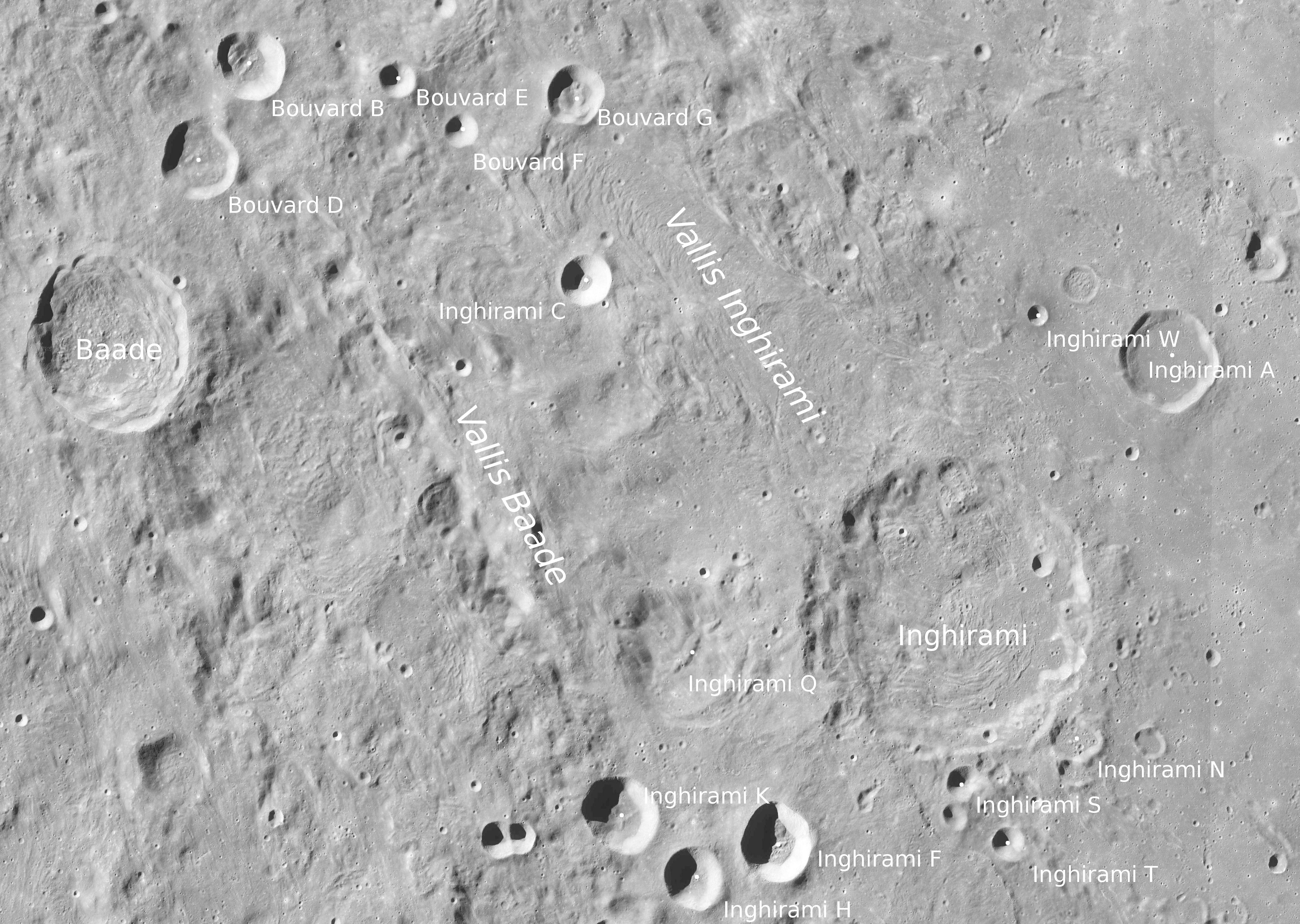
인기라미의 위치

발리스 인기라미(라틴어: Vallis Inghirami)는 지구의 위성인 달의 뒷면에 있는 계곡이다. 계곡의 직경은 약 145km이다. 계곡명은 조반니 인기라미에서 따왔다. 계곡은 국제천문연맹에 의해 1964년에 승인되었다.